# Amtsgericht Cham
Das Amtsgericht Cham ist ein Gericht der ordentlichen Gerichtsbarkeit und eines von 73 Amtsgerichten in Bayern. Das Gericht ist in zwei Gebäuden untergebracht. Das Hauptgebäude befindet sich am Kirchplatz 13, das Nebengebäude am Rindermarkt 2 in Cham.

## Geschichte
Auf dem Gebiet des heutigen Landkreises Cham entstanden mit der Verwaltungsneugliederung Bayerns kurz nach 1803 die noch zugleich für Verwaltung und Rechtsprechung zuständigen Landgerichte älterer Ordnung Cham, Kötzting, Roding und Waldmünchen. Das Bezirksamt Cham wurde 1862 als Verwaltungsbehörde aus den Landgerichten älterer Ordnung Cham und (dem 1838 gebildeten) Furth im Wald zusammengefasst. Das Landgericht Cham blieb als Gerichtsbehörde bestehen und wurde mit der Einführung des Gerichtsverfassungsgesetzes 1879 in das Amtsgericht Cham umgebildet. Die 1973 gebildeten vier Zweigstellen des Amtsgerichts Cham in Furth im Wald, Kötzting, Roding und Waldmünchen wurden von 2007 bis 2009 aufgehoben.

## Zuständigkeitsbereich
Der Amtsgerichtsbezirk des Gerichts umfasst den gesamten Landkreis Cham, in dem etwa 129.000 Menschen leben. Es ist erstinstanzlich für Zivil-, Familien- und Strafsachen zuständig.
Folgende Angelegenheiten werden am Amtsgericht Regensburg bearbeitet:
- Genossenschaftsregister
- Handelsregister
- Insolvenzverfahren
- Landwirtschaftssachen
- Partnerschaftsregister
- Vereinsregister
- Zwangsversteigerung

## Übergeordnete Gerichte
Dem Amtsgericht Cham ist das Landgericht Regensburg übergeordnet, welchem wiederum das Oberlandesgericht Nürnberg übergeordnet ist.